# Браћа Лефт
Браћа Лефт био је српски алтернативни рок бенд основан од стране чланова бивших бендова Октобар 1864, Горана Томановића и групе Армагедон, Миодрага Шуше.

## Историјат
Бенд је основан 1992. године у Београду од стране гитаристе Горана Томановића и гитаристе Миодрага Шуше, а у њему су били и Горанов брат Љуба Томановић (бас, пратећи вокал), и Горан Милановић (бубањ, пратећи вокал). Поред гитаре, Горан Томановић и Шуша били су и вокалисти у бенду. У групи је једно време свирао бас и Миле Кокотовић-Кремба.
Током пролећа 1994. године бенд је објавио први студијски албум под називом Браћа Лефт I за издавачку кућу ИТММ, показујући интерес за стандардни рок са алтернативним и фанк рок елементима, као група Октобар 1864. Албум је снимљен у београдском Го-го студију током јануара 1994. године, а на њему се нашло једанаест песама, које су писали чланови бенда, а продуцирао их је Војислав Воја Аралица. Исте године, песме Ћао бејби и Заборављаш, за које је бенд снимио промотивне спотове, појавиле су се у ИТММ компилацији Various ‎– New Rock Power '93 - '94.
Крајем 1996. године бенд је објавио други и последњи студијски албум под називом Браћа Лефт II, који је такође продуцирао Аралица, а гост на албуму била је певачица групе Октобар 1864, Тања Јовићевић на нумери Анђео. Албум је сниман у јулу 1996. године у Го-го студију, а садржи једанаест песама, укључујући нумеру Аикидо за коју је снимљен промотивни спот.
Након објављивања албума, бенд је престао са радом. Гитариста Шуша се придружио хип хоп бенду Стрејт џекин, а такође је радио као сликар и глумац, појаљивајући се у филмовима Ни на небу, ни на земљи и Дупе од мрамора. Горан Томановић постао је музички уредник у издавачкој кући Сити рекордс, а 2000. године основао је електронску и амбијенталну музичку групу Ману.

## Дискографија

### Студијски албуми
- Браћа Лефт I (1994)
- Браћа Лефт II (1996)

### Синглови
- Ћао бејби / Заборављаш (1994)

### Гостовање на албумима и компилацијама
- Various ‎– New Rock Power '93 - '94 (1994), са песмама Ћао бејби и Заборављаш
- Various ‎– New Rock Power Compilation (2000), са песмом Аикидо